# Accelerated Graphics Port

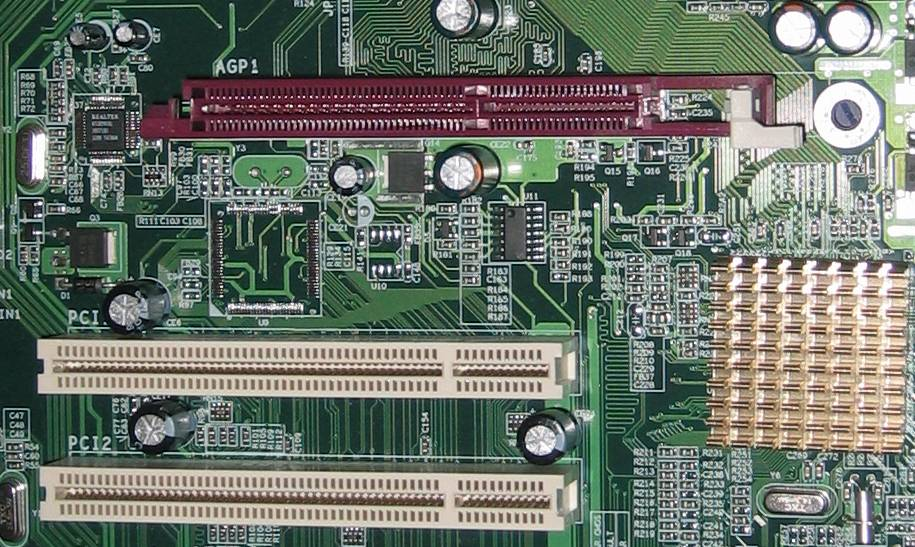
Một khe cắm AGP trên bo mạch chủ (màu xẫm, phía trên).
Phía dưới là hai khe cắm PCI (màu trắng)

AGP (tiếng Anh: Accelerated Graphics Port)là một bus truyền dữ liệu và khe cắm dành riêng cho các bo mạch đồ hoạ - Ngay như tên gọi tiếng Anh đầy đủ của nó đã cho biết điều này (Tạm dịch: Cổng tăng tốc đồ hoạ).

Ngày nay (2007) giao tiếp AGP không còn được sử dụng trong các bo mạch đồ hoạ nữa, chúng được thay thế bằng chuẩn PCI Express X16.

Các loại khe cắm AGP

## Tổng quan
AGP được phát triển trên nền bus PCI với sự thay đổi về dạng thức vật lý, cấu tạo và tối ưu hơn để dành riêng cho các bo mạch đồ hoạ. Không giống như các khe cắm PCI được thiết kế với số lượng nhiều trên bo mạch chủ, AGP chỉ được thiết kế một khe duy nhất.

Trong cấu trúc máy tính, bus AGP được kết nối thẳng với chip cầu bắc (Cải tiến so với bus PCI kết nối với chip cầu nam).

Do cấu trúc này, AGP cho phép các bo mạch đồ hoạ có thể truy cập trực tiếp vào bộ nhớ của hệ thống, điều này giúp tăng đáng kể hiệu năng trên các bo mạch đồ hoạ so với khi chúng sử dụng bus PCI trước đó. Tuy nhiên những bo mạch đồ hoạ những thế hệ cuối cùng sử dụng giao tiếp AGP ít khi sử dụng bộ nhớ hệ thống do chúng thường được trang bị sẵn các bộ nhớ đồ hoạ riêng.

Ngày nay băng thông của bus PCI Express (X16) cao hơn so với AGP nên ngày nay các bo mạch đồ hoạ đã chuyển sang sử dụng bus này, các bo mạch chủ ngày nay cũng không còn hỗ trợ bus AGP. Người sử dụng muốn nâng cấp bo mạch đồ hoạ trên các hệ thống có bo mạch chủ sử dụng cổng giao tiếp AGP hiện nay còn rất ít lựa chọn và đa số các bo mạch đồ hoạ này sử dụng các GPU cũ.

## Lịch sử
- Phiên bản đầu tiên của AGP là AGP 1.0 xuất hiện vào năm 1996.
- Năm 1998, phiên bản AGP 2.0 ra đời với điện áp sử dụng 1,5 V. Bao gồm các loại AGP 4X.
- Phiên bản AGP 3.0 hỗ trợ 8X tăng gấp đôi băng thông so với AGP 4X.
- Phiên bản AGP Pro 1.0 được ra đời tháng 8 năm 1998; Cho đến tháng 4 năm 1999 thì chúng phát triển thành phiên bản AGP Pro 1.1a.

AGP Pro sử dụng các rãnh cắm dài hơn và tăng khả năng tiêu thụ công suất từ 25W lên 110W. Có tính tương thích ngược: Các bo mạch sử dụng chuẩn AGP thông thường có thể cắm vào các rãnh AGP Pro do đó nhiều hãng sản xuất bo mạch chủ đã sử dụng loại này để có thể cho phép sử dụng với nhiều loại bo mạch đồ hoạ hơn (tuy nhiên cũng cung cấp các phần phụ kiện để lắp vào phần còn lại của các rãnh AGP Pro khi dùng bo mạch đồ hoạ AGP thông thường chúng không cắm hết đầy đủ vào rãnh).
AGP Pro chỉ xuất hiện trong các máy trạm cao cấp mà không có ở các phiên bản cho các máy tính cá nhân phổ thông do đó chúng ít được biết đến với đa số người sử dụng.

## Các loại AGP theo băng thông
Phân loại AGP theo băng thông bao gồm:
1. AGP 1X Độ rộng bus: 32 bit; Tần số làm việc: 66 Mhz; Số dữ liệu chuyển một xung nhịp: 1; Băng thông: 266 MBps
2. AGP 2X Độ rộng bus: 32 bit; Tần số làm việc: 66 Mhz; Số dữ liệu chuyển một xung nhịp: 2; Băng thông: 533 MBps
3. AGP 4X Độ rộng bus: 32 bit; Tần số làm việc: 66 Mhz; Số dữ liệu chuyển một xung nhịp: 4; Băng thông: 1066 MBps
4. AGP 8X Độ rộng bus: 32 bit; Tần số làm việc: 66 Mhz; Số dữ liệu chuyển một xung nhịp: 8; Băng thông: 2133 MBps

Điện áp của các loại giao tiếp AGP phân biệt tuỳ thuộc vào từng loại. Với AGP 1X, 2X, sử dụng điện áp 3,3 V. Với AGP 4X, 8X sử dụng điện áp 1,5 V hoặc thấp hơn (0,8 V).

## Tương thích với bo mạch chủ
Tuỳ thuộc vào sự hỗ trợ các khe cắm AGP khác nhau mà các bo mạch đồ hoạ sử dụng giao tiếp AGP khác nhau. Hình minh hoạ bên cho ta thấy rằng có nhiều loại khe cắm và sự phù hợp đối với chúng. Thiết kế các rãnh trên bo mạch đồ hoạ và trên bo mạch chủ sẽ giúp cho người sử dụng không thể cố tình cắm lẫn gây nguy hiểm đến hệ thống chung.

Đối với một số bo mạch đồ hoạ cho phép sử dụng cả đối với loại AGP 2X và AGP 4X/8X thì tại phần kết nối chúng có cả hai rãnh khuyết để có thể tương thích với cả hai loại.